# Merkiter
Merkiter var en mongolisk nomadisk folkgrupp som levde kring Selengafloden. De levde på jakt och boskap, men i vissa fall också av jordbruk. Merkiterna var anhängare av nestorianismen och allierade med khitanerna.
Efter att den kinesiska Jindynastin 1124 besegrat Liaodynastins khitaner följde en del av merkiterna efter khitanerna väster ut där de bildade Kara-Khitan.
Merkiterna var kända som ett krigiskt folk, och de var ofta i konflikt med andra mongoliska folkgrupper. De var frekventa krig mot keraiterna till väster. Den mongoliska hövdingen Yesugei stal sin fru Höelun från merkiterna, och de fick sedan tillsammans sonen Temüdjin, senare känd som Djingis khan. Brudrovet ledde till en långvarig konflikt mellan stammarna. Runt 1184 kidnappade merkiterna Temüdjins fru Byrte som en hämnd för Höelun. Merkiterna anfölls snart därefter av en allians mellan Temüdjin, keraiterna och Jamukha. Merkiterna led en stor förlust och Temüdjin hämtade hem Byrte.
1201 gjorde Merkiterna ett anfall mot Temüdjins styrkor men besegrades. 1204 var slutligen både Merktiterna (och keraiterna) besegrade av Temüdjin, och tvingades integreras i mongolväldet.